# Thomas Curtis
Thomas Pelham "Tom" Curtis (7 de septiembre de 1870 - 23 de mayo de 1944) fue un atleta estadounidense, ganador de los 110 metros vallas en los Juegos Olímpicos de Atenas de 1896.
Tom Curtis fue estudiante del Instituto Tecnológico de Massachusetts y viajó a Atenas como integrante de la asociación de atletismo de Boston.
El primer día de los primeros Juegos Olímpicos modernos, se clasificó para la final de 100 metros tras ganar su serie con un tiempo de 12,2 segundos. Más tarde se retiró de esa competición para preparar la final de 110 metros vallas, la cual era su principal objetivo en las Olimpiadas. La carrera se convirtió en un duelo entre Curtis y el británico Grantley Goulding tras la retirada de los corredores Frantz Reichel y William Welles Hoyt. En el comienzo de la carrera Curtis ganó una ligera ventaja, que Goulding recuperó antes de la primera valla. Tras la última valla Goulding iba en cabeza pero finalmente Tom Curtis cruzó en primer lugar la línea de meta. Los jueces estimaron que Curtis había ganado por 5 centímetros con un tiempo de 17,6 segundos, similar al de su contrincante.
Como fotógrafo aficionado realizó instantáneas en Atenas. También sirvió como capitán de la Guardia Nacional de Massachusetts y fue ayudante militar del gobernador de Massachusetts Calvin Coolidge, más tarde presidente de los Estados Unidos, durante la Primera Guerra Mundial. Además participó en el desarrollo de la tostadora y publicó textos humorísticos sobre los primeros Juegos Olímpicos de la era moderna, el más famoso de ellos High Hurdles and White Gloves en 1932.

## Palmarés
- Medalla de oro en los Juegos Olímpicos de Atenas (1896) en 110 metros vallas